# Беларусь в советско-польской войне
Беларусь в советско-польской войне 1919—1921 годов выступила одной из арен боевых действий. На начальном этапе конфликта западные и центральные территории страны находились в составе Литовско-Белорусской ССР. Восточные районы были включены в РСФСР. По состоянию на весну 1920 года под контролем поляков оказалась бо́льшая часть Беларуси. Линия фронта выглядела следующим образом: Дисна — Борисов — среднее течение Березины — Бобруйск — среднее течение Днепра. В ходе летнего наступления большевиков страна полностью оказалась под советской властью. После победы на Висле польская армия повторно вошла в Беларусь, оттеснив противника на рубеж Западная Двина — Браслав — Поставы — Мядель — Сморгонь — Кореличи — Ляховичи.
Со стороны Польши на территории Беларуси действовали Литовско-Белорусский фронт и группа «Полесье», со стороны Советов — Западный и Юго-Западный фронты.
В тылу у поляков развернулось подпольно-партизанское движение. Обстановка на территориях, подконтрольных «красным», была отягощена серией антибольшевистских восстаний. Война привела к расколу национального движения на сторонников союза с Варшавой против Советов и противников поляков, которые пошли на контакт с большевиками. Местное население не было едино по вопросу отношения к фракциям конфликта. Так, одна часть этнических белорусов и уроженцев края других национальностей сражалась в рядах Красной Армии, другая — в Войске Польском, третья — в отрядах полевых командиров самой разной политической ориентации.
Война окончилась подписанием Рижского мирного договора и разделом Беларуси между Польшей и Советами.

## Предыстория
В 1918 году Польша восстановила свою независимость. Правящие круги нового государства претендовали на территорию Речи Посполитой в границах 1772 года. По мнению Ю. Пилсудского, польские границы необходимо было отнести «на востоке до Смоленска и далее на юг до Днепра и Сожа» («от моря до моря»).
В борьбе за территории Варшава вступила в конфронтации с национально-ориентированными государствами — Литовской Республикой, Украинской Народной Республикой, Белорусской Народной Республикой, а также с советскими республиками — Литовской Советской Республикой, Украинской ССР, Советской Социалистической Республикой Беларусь. Внешнеполитическая ситуация была благоприятной для Польши: Германия, проиграв Первую мировую войну, постепенно выводила войска из Восточной Европы, а Франция всячески поддерживала Варшаву в стремлении расширяться на восток, дабы столкнуть её с Советской Россией. Однако в целом Польша действовала изолированно, почти без связи с действиями других государств, в том числе вновь созданных, а иногда и вопреки интересам этих государств. Для стратегии большевиков данное обстоятельство являлось выигрышным.
В свою очередь советское руководство также строило экспансионистские планы по дальнейшему походу в Европу. Взяв под контроль большую часть литовских, белорусских и латвийских земель, «красные» стремились как минимум выйти до русла Вислы, а как максимум — пробиться в охваченную революцией Германию. Далее планировалось провести «экспорт революции» в другие страны Европы — Чехословакию, Венгрию, Румынию, Болгарию, Австрию, Италию.
В конце 1918 года, в связи с выводом германских войск, «красные» и «белополяки» начали продвижение в сторону друг друга, захватывая освободившиеся от немцев территории. В январе 1919 года произошли вооружённые столкновения за Вильно между местными польскими (Пограничные силы самообороны) и пробольшевистскими формированиями. На тот момент в город ещё не вошли ни Войско Польское, ни РККА.
Большая часть территории Белоруссии находилась под контролем большевиков. От поляков их ограждали остатки немецких войск, которые ещё оставались в северной и западной частях Гродненской губернии (район Гродно — Белосток). Варшава стремились поскорее договориться с германским командованием об скорейшей эвакуации контингента и пропуске польских войск. Весь январь 1919 года шли переговоры. Наконец, 5 февраля в Белостоке было подписано военно-политическое соглашение. Соглашение предусматривало передачу немецкими войсками территории Гродненской губернии полякам. После заключения соглашения началось продвижение частей армии Пилсудского на восток. В ближайшие дни они берут города Белосток, Гродно, Волковыск, Кобрин, Зельва, Брест, Кобрин, Пружаны. В наступлении принимала участие 1-я литовско-белорусская дивизия.
Власти Белорусской ССР предложили польскому правительству определить границы, но Варшава оставила это предложение без внимания. Вскоре большевики осуществили объединение Советской Литвы и Советской Белоруссии в Литовско-Белорусскую Советскую Республику (Литбел). При этом восточная часть Белоруссии, а именно Витебская, Могилёвская и Смоленская губернии, оказалась в составе РСФСР. Новое государство должно было стать буфером между Россией и Польшей. Столицей стал Вильно. В качестве вооружённых сил республики выступила Западная армия, позднее переименованная в Белорусско-литовскую.

## События 1919 года

### Ход боевых действий

Наступление польских войск в 1919—1920 годах

Первое боевое столкновение произошло возле местечка Мосты 14 февраля 1919 года. Польские войска на этом участке успешно форсировали Неман, а «красные» отступили. Одновременно произошло вооружённое столкновение в Берёзе-Картузской. Положение советских войск осложнялось. Линия фронта была настолько растянута, что невозможно было полностью её контролировать. Через свободные от войск участки проникали польские кавалерийские отряды и производили внезапные атаки. Подкрепления прибывало недостаточно, поскольку Советская Россия сконцентрировалась на борьбе с А. Колчаком, а территорию Литбела охватили крестьянские выступления, вызванные политикой «военного коммунизма». У поляков дела обстояли гораздо лучше: на фронт регулярно прибывали подкрепления, а литовско-белорусская дивизия пополнялась добровольцами из числа местного населения.
3 марта был взят Слоним, через два дня установлен контроль над Щучином. В 20-х числах поляки овладели Лидой и Барановичами. В апреле начато продвижение в сторону Вильно.
8 апреля в Литбел объявлено военное положение. C 11 апреля власти ввели в республике всеобщую трудовую повинность для лиц старше 18 лет, то есть, принудительный бесплатный труд на нужды государства. 19 апреля создан Совет обороны во главе с В. Мицкявичусом-Капсукасом. Несмотря на проведённые мероприятия, противник продолжал успешно продвигаться вглубь страны. 22 апреля поляки захватили Вильно. Уже 8 мая войска Пилсудского достигла линии старых немецких окопов на участке Вишнево — Сморгонь — озеро Нарочь. 10 мая они вошли в Сморгонь, через шесть дней взяли Свенцяны. В конце мая польские части взяли Браслав и продвигались на юг до озера Нарочь — район Вилейки и затем до Немана на территории современного Новогрудского района, далее западнее Несвижа — южнее Баранович, юго-восточнее Пинска.
Вскоре на фронте установилось относительное затишье. За это время большевики провели мобилизацию коммунистов и комсомольцев Белоруссии (20 % состава). 1 июля Войско Польское возобновило наступление, нанеся главный удар в направлении Вилейка — Молодечно — Минск. Наступающие овладели городами Вилейка, Молодечно, Радошковичи и Воложин, подойдя к Минску со стороны Ракова. В середине месяца большевики попытались отбить Молодечно и Вилейку, но потерпели неудачу. С 7 июля активизировались бои на юге, где 10-го числа группа «Полесье» взяла Лунинец, отражая контратаки противника. По итогу поляки установили контроль над северной ветвью Полесской железной дороги (Вильно — Лида — Барановичи — Лунинец). 26 июля части Литовско-Белорусского фронта, преодолев упорное сопротивление противника, подошли на 35 км с запада и на 30 км с северо-запада (сто стороны Заславля) к Минску.

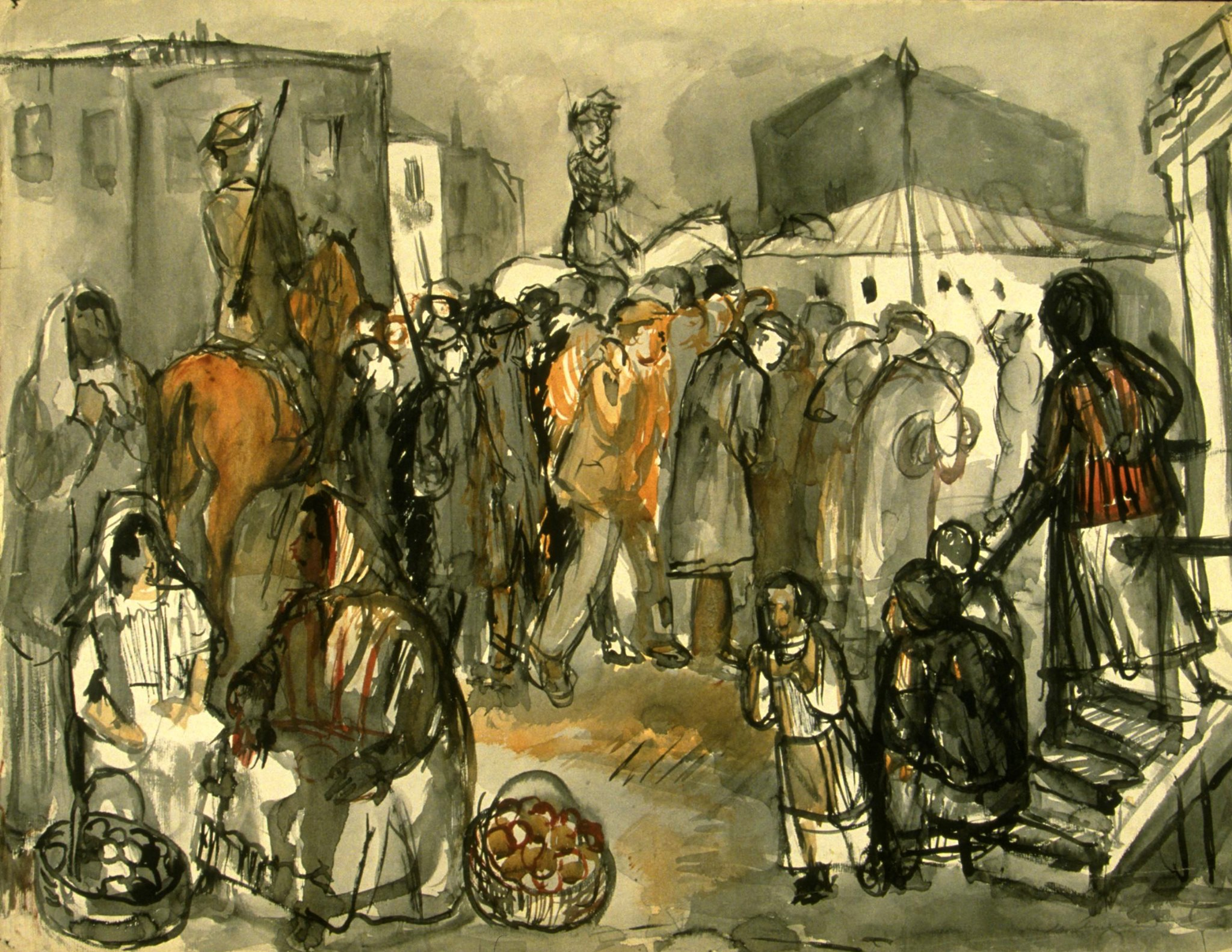
Меер Аксельрод. «Белополяки в Минске». Акварель, 1927 год

В начале августа Войско Польское начало продвижение к Березине и Западной Двине. Главный удар нанесён вдоль железнодорожной линии Молодечно — Минск. Далее следовало продвижение на Смолевичи, далеко в тыл противника. Другой удар наносился из района Баранович по направлению Мир — Несвиж — Слуцк. На этом участке фронта силы Литовско-Белорусского фронта захватили Несвиж, Мир и Клецк. «Красные» предпринимали попытки контратаковать в районе Слуцка, но были разгромлены. 8 августа пал Минск. Уже 10 августа наступающие заняли Койданов и Столбцы, а через четыре дня достигли Березину в районе Жодино. Кроме того, был занят уездный город Игумен (ныне Червень), а позже Пуховичи. К концу месяца польская армия овладела городами Борисов, Бобруйск, на Полесье взят Туров и Петриков, а также Жлобин, Рогачёв. В дальнейшем активные боевые действия происходили только на севере Белоруссии.
Осенью польские войска продвигались на Полоцком направлении. 21 сентября они, прорвав оборону противника, вышли на реку Ушачь, левый приток Западной Двины, а позднее взяли одноимённый населённый пункт. Войско Польское подошло к Полоцку, но не смогло взять город, так как форсировать Западную Двину не удалось. 29 сентября польские войска взяли город Лепель, а оттуда пошли на Витебск. Встречным ударом в районе Полоцк — Лепель командование Западного фронта РККА надеялось оттеснить поляков за верховья реки Березины. Однако завязавшиеся здесь бои сколько-нибудь линию фронта не изменили. После упорных боёв в течение месяца и здесь к середине ноября 1919 года установилось затишье. На этом активные военные действия кампании 1919 года на советско-польском фронте закончились
В конце года линия фронта проходила по Западной Двине, далее в 40—50 км западнее Витебска, затем по Березине и немного восточнее Борисова и Бобруйска. Потом она поворачивала на юго-запад и шла от Глуска по реке Птичь до её впадения в Припять.

### Положение в тылах
На подконтрольной Варшаве территории была ликвидирована советская власть, а для руководства районами создана Гражданская администрация. В Минске прошли массовые аресты. Новая власть задержала более 1000 жителей, 100 из которых расстреляли по приговору военно-полевых судов. Гражданская администрация опиралась на местных консерваторов, представлявшая польских и ополяченных землевладельцев, а также польскую интеллигенцию. Данная группа населения выступала за полную инкорпорацию белорусских земель в состав Польского государства. Литовско-белорусские земли были разделены на Виленский и Минский округа. Они делились на поветы, поветы — на гмины. На новых территориях проводилась политика полонизации.
На подконтрольных «красным» территориях — Витебской и Гомельской губерниях ситуация была плачевной. Некоторые районы были охвачены вооружёнными выступлениями. В марте с большим трудом большевикам удалось подавить в Гомеле и Речице восстание голодных красноармейцев Тульской бригады, которыми руководил бывший полковник М. Стрекопытов (см. Стрекопытовский мятеж). Ряд крестьянских восстаний прокатился по уездам Могилёвской губернии весной: в апреле в Рогачёве и Кормянской волости, в мае — в Оршанском и Горецком уездах. Вооружённые выступления имели место также в Мире (Мирское восстание) и Несвиже (Несвижское восстание). Разбитые отряды повстанцев уходили в леса, ожидая прихода польских войск, видя в них освободителей от большевиков. Крестьянские восстания показали слабость советской власти в Белоруссии, в то время как Литовско-Белорусская ССР фактически перестала существовать из-за захвата всех своих территорий противником.

### Раскол национального движения
В течение 1919 года правительство Польши пыталось выступить в качестве опекуна белорусского движения, оставляя надежду на помощь в деле национально-государственного строительства. Дальнейшие события показали что, настоящие цели Варшавы заключались в инкорпорации белорусских земель.
Изначально лидеры белорусских социал-демократов, социалистов-федералистов и эсеров поддержали поляков, поскольку Ю. Пилсудский обещал помочь с реализацией независимости Белоруссии и вёл переговоры о передаче гражданской власти Раде БНР. Хотя Варшава призывала бороться «за нашу и вашу свободу», «за освобождение братских народов», но также не забывала о попытках присоединить белорусские земли к Польше. Так, например, на подконтрольных территориях закрывались белорусские школы, культурно-просветительские учреждения, газеты. В Гродно были разоружены 1-й и 2-й белорусские полки, а также кавалерийский эскадрон из состава войск БНР. На занятой территории начали проводить плебисциты, на которых ставился вопрос о «воссоединении белорусских земель с Польшей». Было создано Временное белорусское правительство, провозгласившее о «свободном и ненасильственном присоединении». В поддержке польской власти, помимо социал-демократов, выступили рады Виленщины и Гродненщины.

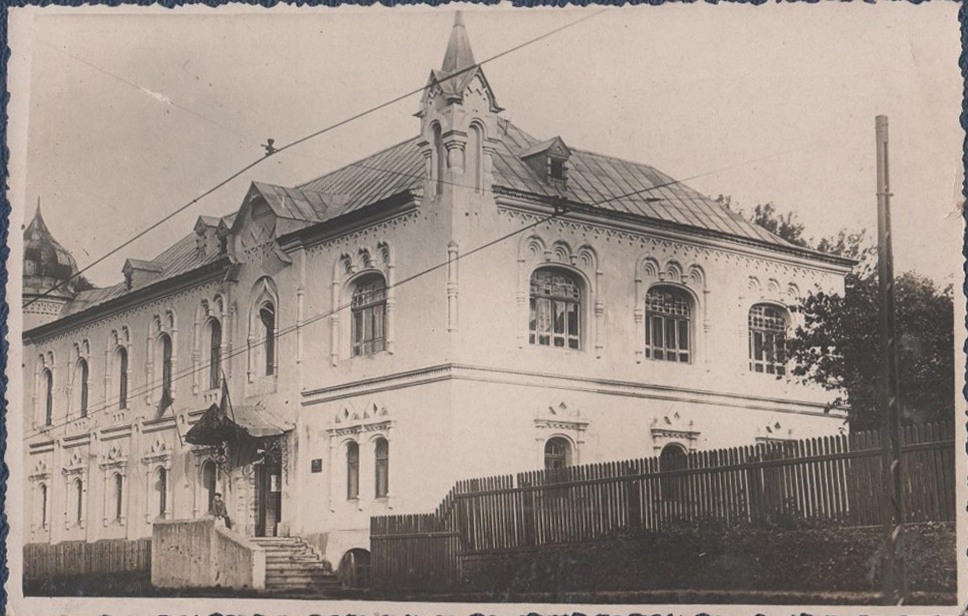
Юбилейным дом в Минске (ныне здание церковно-археологического музея). В 1919 году здесь размещался Белорусский национальный комитет

Рада БНР под председательством Я. Лёсика и Правительство БНР во главе с А. Луцкевичем добивались от Польши признания независимости, установления федеративных отношений с Варшавой и передачи всей гражданской власти на белорусских территориях. Однако переговоры провалились, так как Пилсудский настаивал на поглощении Белоруссии. Параллельно этому, в августе 1919 года, был создан Белорусский национальный комитет во главе с А. Прушинским (А. Гаруном), который должен был провести выборы в польский сейм в Минской и Гродненской губерниях. Избранные депутаты должны были заявить о включении белорусских земель в состав Польши. Как высказался по этому поводу Луцкевич, «Ю. Пилсудский и вся панская Польша — это такие же враги Беларуси, как и враги России».
Тем не менее, 22 октября Пилсудский издал декрет, позволявший Раде БНР иметь своё войско. Была создана и утверждена Белорусская военная комиссия. Главнокомандующим назначен польский офицер А. Конопатский. Под его руководством сформированы два пехотных батальона. На основании таких действий и договоренностей Пилсудский надеялся, что Рада БНР примет решение об унии с Польшей. Накануне белорусские эсеры провели в Минске конференцию, на которой заявили, что будут проводить в жизнь 3-ю Уставную грамоту о независимости страны в этнографических границах проживания белорусов. Их поддержал В. Ластовский. Внутри Рады БНР развернулась борьба между сторонниками унии с Польшей (социал-демократы во главе с А. Луцкевичем, Я. Лёсиком и др.) и её противниками (эсеры и социалисты-федералисты). Последние 13 декабря создали Народную раду. На следующий день в противовес ей формируют Наивысшую раду. Польские власти выдали распоряжение о роспуске Народной рады БНР и арестовали самых активных деятелей эсеров. Оставшиеся оказались в подполье. Полтора месяца арестованные провели в минской тюрьме, затем им разрешили переехать в столицу Литву, где Рада и правительство БНР возобновили работу. Ликвидировав оппозицию, в марте 1920-го поляки провели переговоры с Наивысшей радой, подписав договор о присоединении белорусских земель.
Народная рада БНР руководствовалась в основном программными установками партии белорусских эсеров (диктатура трудового народа в форме Советов; независимая белорусская трудовая социалистическая республика как часть федерации свободных народов, при ведущей роли крестьянства; Всебелорусский трудовой конгресс; социализация земли; развитие разных форм рабочей и крестьянской кооперации; национализация только крупной промышленности и т. д.). Правительство БНР В. Ластовского проводило отдельную политику, независимую от курса партии эсеров, которые не искали внешних союзников. Политик пытался найти поддержку у стран Антанты. Однако Ластовский не смог заручиться поддержкой ни Антанты, ни Прибалтики, ни Германии.
Раскол Рады БНР значительно ослабил белорусское национальное движение.

### Подпольно-партизанское движение
В условиях, когда значительная часть Белоруссии оказалась под польским контролем, большевики разработали тактику борьбы, характер и содержание партийной работы в тылу врага, взяли курс на сотрудничество с теми партиями, которые были заинтересованы в изгнании поляков.
8 марта 1919 года ЦК КП(б) ЛиБ принял решение о создании коммунистического подполья в оккупированных поляками городах и местечках, а в сельской местности — партизанских отрядов. 11 марта в ЦК учреждён специальный отдел для руководства подпольщиками и партизанами во главе с В. Богуцким. 14 мая политбюро партии обязало подпольные организации усилить работу по созданию партизанских отрядов и утвердило план, разработанный Реввоенсоветом Западного фронта. Согласно задумке, всю подконтрольную противником территорию разделили на районы партизанский действий, с революционными штабами (повстанческими центрами) в каждом из них. Партизанское движение большевиками рассматривалось как вспомогательная сила. При оборонительных боях РККА партизаны должны были заниматься разведывательной и диверсионной деятельностью, совершать нападения во вражеском тылу на небольшие группы противника. При продвижении большевистских сил они обязаны были вести активные боевые действия, в частности, удерживать мосты и переправы до подхода армейских частей, по возможности, занимать крупные деревни и небольшие города.
Мероприятиями в тылу противника руководили совместно ЦК Компартии Литвы и Белоруссии и штаб Западного фронта. Оперативное руководство осуществляло Бюро по нелегальной работе, созданное 3 сентября 1919 года. Возглавил его В. Мицкявичюс-Капсукас. Бюро курировало работу в трёх районах: Тарибском (Ковенская и Сувалковская губернии), Западном (Виленская и Гродненская губернии) и Восточном (Минская, Могилёвская и Витебская губернии). Они в свою очередь делились на подрайоны. Совместно с разведотделами штабов Западного фронта и армий были определены участки, где линию фронта можно было переходить с наименьшим риском. На вражескую территорию пробирались партийные представители, назначенные на посты руководителей подпольных подрайонных парторганизаций. Обычно ими были местные. Подпольным организациям Восточного района, ближайшего к фронту, была поставлена задача по развертыванию широкого партизанского движения. Подпольные организации Западного и Тарибского районов должны были вести политическую и организационную работу среди населения. Распространялась агитационная литература, издавались газеты на русском, белорусском, польском и литовском языках. Среди них были «Правда», «Звезда», «Савецкая Беларусь», «Komunista», «Komunistas». Из Двинска и Полоцка литература шла в Литву, из Рогачёва — в Бобруйск и Минск, из Крупок — в Борисов, Вильно, Игумен, Минск, из Мозыря — в Брест, Слуцк, Минск, Гродно.
Самой крупной подпольной большевистской организацией стал партийный комитет в Минске, созданный в августе 1919 года. У подполья имелись типография, тайные склады пропагандистской литературы и оружия. Организации подчинялись партийные ячейки на территории Минского уезда и подпольная комсомольская организация. Весьма активным был Бобруйский партийный комитет, созданный тогда же. К концу года в Бобруйском уезде действовали 15 подпольных партийных ячеек. В число наиболее активных входил также Слуцкий подпольный партийный комитет.
С октября большевики приступили к созданию Минской районной повстанческой организации. Также сформирован революционный штаб во главе с В. Шаранговичем. В районе белорусской столицы действовали пять боевых отрядов общей численностью 400 человек. Появились отряды в районах Дукоры (до 600 человек) и Старых Дорог (около 200 человек), Слуцка (1000 человек), Вилейки (750 человек), Борисова (250 человек) и Игумена (200 человек). В прифронтовой зоне Бобруйского уезда насчитывалось около 80 отрядов и групп. На Полесье наиболее крупные отряды действовали в районе Озаричей (500 человек) и в районе Петрикова (300 человек под командованием В. Талаша).
Тяжёлая ситуация на фронте вынудила большевиков, эсеров и социалистов-федералистов временно примириться. Большевики даже обещали эсерам восстановить Белорусскую Народную Республику. В декабре 1919 года в Смоленске между эсерами и большевиками был подписан договор об общих действиях. По инициативе первых, которые в отличие от большевиков имели мощные позиции в деревне, повстанческие и партизанские отряды были объединены в Народную военную самооборону, ставшую основой белорусского национального войска. Большой вклад в организацию антипольского сопротивления внесла Белорусская коммунистическая организация (БКО), созданная в январе 1920 года на основе эсеровской организации «Молодая Беларусь», которая возникла ещё в мае 1917 года при Минском учительском институте. Группировка признала программу и тактику РКП(б), выступила против сепаратизма, за тесные связи с Россией. Созданные БКО партизанские отряды составили ядро Народной военной самообороны.
Союз «красных» с партией белорусских эсеров был обоснован тем фактом, что она была самой многочисленной партией Беларуси. В ней состояли более 20 тыс. человек, в то время как число членов большевистских организаций (вместе с Белорусской коммунистической организацией) не превышало 4 тыс. Под руководством эсеров действовал Союз молодёжи (10 тыс. членов), их поддерживали Белорусский учительский союз, профессиональные союзы железнодорожников, почтово-телеграфных служащих и другие. Созданные эсерами партизанские отряды, объединённые в «Связь белорусского трудового крестьянства» (бел. «Связь беларускага працоўнага сялянства»), являлись частью Народной военной самообороны.

## События 1920 года

### Ход боевых действий
В январе 1920 года Пилсудский получил информацию разведки о том, что главное командование Красной Армии перебрасывает на польский фронт освободившиеся после разгрома армии Деникина дивизии с Северного Кавказа и с Дона. Под Борисовом «красные» сконцентртировали батареи тяжёлой артиллерии. На Западном фронте время от времени происходили бои местного значения. Например, 24—26 января 1920 года польские части переправились на восточный берег Березины и разбили части 8-й стрелковой дивизии под Кличевом. Такие же «пробы сил» зимой и весной 1920 года имели место в районах Бобруйска, Дриссы и Полоцка.
5 марта 1920 года польская армия возобновила наступление, овладев Речицой, Мозырем, Калинковичами. Захват данного района прерывал важные для военных нужд РККА железнодорожные перевозки. Кроме того, продвижение армии Пилсудского создало угрозу для Гомеля. «Красные» пытались контратаковать. Особенно сильный натиск имел место в районе местечка Шацилки (современный Светлогорск) на Березине. Однако польские войска оказали упорное сопротивление. В ходе боёв с 17 до 23 марта все атаки «красных» были отбиты.
На этом фоне с апреля до ноября советские власти провели шесть партийных мобилизаций. 28 апреля Политбюро ЦК РКП (б) утвердило разработанный Главным командованием план боевых действий: главный удар осуществляют войска Западного фронта в Белоруссии, вспомогательный — войска Юго-Западного фронта в направлении Бреста. Главнокомандующим Западного фронта был назначен М. Тухачевский, политотдел фронта возглавил А. Мясников. 10 мая доработанный план боевых действий был одобрен на заседании Политбюро ЦК РКП(б). 29 апреля, в преддверии большевистского наступления, ЦК КП(б) ЛиБ, по указанию ЦК РКП(б), ввёл своих представителей в подпольный Белорусский повстанческий комитет, организованный эсерами в марте в Минске и руководивший действиями эсеровских партизанских отрядов. Отныне действия трех сил — красных партизан, крестьянских отрядов, дружин БКО — координировал единый центр. Ему была поставлена задача подготовить общее выступление всех партизанских сил в момент наступления войск Западного фронта.
План операции состоял в том, чтобы разгромить противника в Белоруссии и открыть себе путь на Варшаву, а уцелевшие силы противника оттеснить на юг, к полесским болотам, и там полностью уничтожить. Главный удар наносили из района Полоцка на Вильно. Вспомогательный удар наносился в направлении Игумен — Минск. На рассвете 14 мая части Западного фронта перешли в наступление в широком «коридоре» между Западной Двиной и Березиной, в лесисто-озёрном крае. За пять дней наступления — с утра 14 до вечера 18 мая — войска большевиков, на северных участках продвинулись на 50-80 километров. 1 июня началось контрнаступление польской армии. В первые же дни боёв она отбила ранее утерянные территории. 4 июня польские части заняли Глубокое и Докшицы. К 13 июля войска приостановили наступление.

Продвижение Советов в июле и августе

Невзирая на поражение, советское командование в июле приготовило новое наступление. План июльской операции предусматривал нанесение главного удара на северном участке в полосе Западная Двина — верховье реки Березина. Вспомогательные удары наносили части из района Борисова на Минск — Барановичи. Задачей войск являлось рассечение Литовско-Белорусского фронта и уничтожение его основных сил на севере, в районе Глубокое — Докшицы. Утром 4 июля Красная армия, значительно усилив группировку в Белоруссии, вновь активизировала действия в крае, на этот раз более удачно. Сперва поляки отошли на линию Мильча — Будслав — Поставы — Козяны, а позже фронт установился по рубежу озеро Дрисвяты — Козяны — Поставы — озеро Мядель — озеро Нарочь. Были взяты Германовичи и Докшицы. Дивизии Пилсудского с 6 по 12 июля отступили более чем на 100 километров. 10 июля «красные» взяли Бобруйск. 11 июля после ночного боя они вошли в Минск, а также в Молодечно. На центральном участке 15 июля с боем взят Слуцк. Поляки тем временем отходили к Вильно.
10 июля части большевиков вышли на дальние подступы к Вильно, на линию Гилуты — Гадутишки — озеро Мядел. Затем были заняты населённые пункты Свенцяны, Мядель и Кривичи. Уже 14 июля красные войска захватили Сморгонь и Ошмяны. В тот же день красноармейцы ворвались в Вильно, продолжив наступление по территории современной Литвы. Поляки отступили к реке Щара, где собирались занять оборону. В 10-х и 20-х числах большевики прорвали оборону противника на Щаре и попутно взяли Лиду, Гродно, Слоним. Параллельно пали Барановичи. Завершением операции стало занятие Пинска 23 июля. На юго-западе Белоруссии Войско Польское продолжало удерживать наступающих по линии Каменец — Кобрин, но и здесь красноармейцы взяли верх. С 31 июля по 2 августа РККА овладела Брестом. Таким образом, поляки полностью покинули территорию Белоруссии. Создавались военно-революционные комитеты, которые до избрания Советов являлись органами государственной власти. В Минск из Смоленска переехали ЦК КП(б) Литвы и Беларуси и правительственные учреждения. Красная армия вошла на территорию Польши, но потерпела поражение под Варшавой. Инициатива перешла к полякам, которые вновь вошли в Белоруссию.

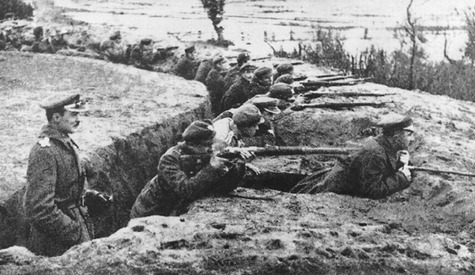
Поляки на позициях во время сражения на Немане

В конце августа фронт приблизился к рекам Неман и Щара. На данном участке Войско Польское осуществило два удара в направлении на Гродно и Волковыска. Командование взял на себя лично Пилсудский. Утром 20 сентября армия перешла в наступление. Особо жаркие бои велись за населённый пункт Большая Берестовица. К северу и югу от Гродно поляки заняли мосты через Неман и позже взяли сам город. Севернее велось продвижение в сторону Вороново и далее с поворотом на Лиду. К 29 сентября, концу операции, поляки установили контроль над Волковыском и Слоним. На участке Ружаны — Волковыск советские войска провели отход за Щару. В это время на Полесье поляки овладели Кобрином и совершили атаку на Пружаны. 21 сентября началось продвижение на Городец, а далее Войско Польское пошло на Пинск. Пилсудский поставил своим командирам задачу по захвату важного железнодорожного узла Молодечно и выходу к Западной Двине, а также продвижению в минском направлении. Наступление продолжалось по всему фронту. До 1 октября польские войска за неделю наступления отбросили советские части на 100—150 километров. Фронт установился по линии Западная Двина — Браслав — Поставы — Мядель — Сморгонь — Кореличи — Ляховичи. В октябре основные бои велись в районе Слуцка и к западу от Минска.
12 октября были заключены перемирие и прелиминарный (предварительный) договор между Советской Россией и Украиной, с одной стороны, и Польшей — с другой. Представителей Беларуси на переговорах не было. По условиям перемирия, военные действия должны были прекратиться 18 октября в 24 часа. 15 октября польские войска захватили Минск, однако 17 октября оставили город, поскольку населённый пункт по условиям перемирия оставался за советской стороной. 13—14 октября под Радошковичами и 14 октября под Вилейкой произошли вооружённые столкновения.

### Восстановление Советской Белоруссии
В июле 1920 года, когда встал вопрос о восстановлении белорусской государственности, внутри антипольского лагеря возникли противоречия. Одна часть большевистких деятелей предлогали белорусам право на культурно-национальную автономию в границах Минской губернии и включить её в состав России. Другая часть высказывалась за восстановление белорусской советской государственности. Учитывая настроения трудящихся, 6 июля ЦК КП(б)ЛиБ принял решение о восстановлении БССР. Против этого решения выступили большевики Р. Пикель и И. Рейнгольд. По инициативе В. И. Ленина 16 июля Пленум ЦК РКП(б) принял решение о создании Белреввоенкома как временного органа власти. 12 июля в Москве между РСФСР и Ковенской Литвой был подписан мирный договор, в соответствии с которым в состав Литвы включались белорусские земли с городами Гродно, Щучин, Лида, Ошмяны, Сморгонь, Браслав, Поставы. Виленский край с Вильно также был признан частью Литвы. При этом правительство РСФСР рассчитывало на победу советской власти в Литве и на разногласия Литвы с Польшей, которые могли вызвать между ними боевые действия. В связи с подписанием этого договора Литовско-Белорусская ССР юридически перестала существовать. От имени Народной рады БНР В. Ластовский подтвердил право Литвы на западные районы Беларуси. Такая позиция вызвала гнев у А. Луцкевича и белорусских социал-демократов. 31 июля в Минске состоялось совместное заседание представителей Белвоенревкома, ЦК КП(б)ЛиБ, общественных организаций, которое приняло Декларацию о провозглашении независимости Социалистической Советской Республики Белоруссия.
Очень сложным был территориальный вопрос воссозданной республики, так как в декларации границы точно определены не были. Возникли трудности с определением этнографической территории расселения белорусской нации. Белорусы составляли количественное большинство в пяти губерниях — Минской, Могилёвской, Витебской, Гродненской и Виленской. В Черниговской и Смоленской губерниях они являлись крупным национальным меньшинством. Как отмечалось ранее, на I съезде КП(б)Б 30-31 декабря 1918 г. была создана специальная комиссия по определению территории. Она пришла к выводу, что в состав республики должны войти Минская, Могилёвская, Гродненская губернии целиком, Витебская без трёх уездов, а также некоторые уезды Смоленской, Ковенской, Виленской, Сувалковской и Черниговской губерний, населённые преимущественно белорусами. Осуществить тогда это не удалось. По итогу в составе восстановлённой Советской Беларуси остались только две губернии — Минская и Гродненская. В связи с очень тяжёлыми внутренними и внешнеполитическими обстоятельствами, поражением Красной Армии на Западном фронте ССРБ восстанавливалась в границах шести уездов (Минский, Борисовский, Бобруйский, Мозырский, Слуцкий и Игуменский) Минской губернии с населением 1,6 млн человек. В ноябре — декабре 1920 г. прошли выборы в сельские, волостные, уездные и городские Советы. Ревкомы были упразднены.
13—17 декабря 1920 г. состоялся II Всебелорусский съезд Советов, сформировавший высшие органы государственной власти шестиуездной ССРБ. Против такого решения территориального вопроса выступили эсеры. Они отказались подписать Декларацию о независимости ССРБ. Белорусские эсеры предложили созвать Всебелорусский трудовой конгресс для решения вопроса о государственном строительстве, сформировать коалиционное правительство из представителей всех партий национальной демократии, создать белорусское войско, обеспечить независимость от России, воссоздать белорусскую трудовую республику в этнографических границах проживания белорусов, провозгласить белорусский язык государственным. ЦК КП(б)ЛиБ отклонил эти требования. Тогда ЦК БПС-Р вывел своих представителей из Белвоенревкома и для пропаганды своих взглядов стал использовать волостные и уездные съезды Советов. В свою очередь, ЦК партии большевиков усилил идеологическую борьбу против эсеров. Противостояние нарастало. Ни одной из сторон не хватило стремления к компромиссу.

### События после перемирия
В сентябре 1920 года поляки начали формирование отрядов Народной Добровольческой армии (НДА) под руководством С. Булак-Балаковича. Предполагалось, что военачальник развернёт партизанскую войну против большевиков на Полесье (предполагалось повторить сценарий «Срединной Литвы», разыгранный корпусом Л. Желиговского в ходе польско-литовской войны). Булак-Булакович в рамках подготовки своей кампании заключил соглашение с Белорусским Политическим Комитетом (БПК). Члены комитета обязались помочь генералу сформировать белорусскую армию. Со своей стороны, Балахович обязался передать власть БПК на занятых территориях.
В связи с заключением предварительного мирного договора между Польшей и РСФСР польскому командованию пришлось прекратить официальные отношения с Балаховичем. Однако генерал не отказался от идеи проведения похода в советских тыл. 25 октября отряды НДА с нейтральной территории вошли в зону, подконтрольную большевикам. Балахович провозгласил о создании независимой Белоруссии, в чём его поддерживали деятели БПК. Народно-добровольческая армия собралась в начале ноября на Припяти в районе Микашевичи — Туров. 6 ноября балаховцы перешли в наступление от Турова на восток по обоим берегам Припяти. В центре наступала ударная группа, продвигавшаяся вдоль Припяти по её правому берегу на Мозырь. Левый флаг двигался на Калинковичи и Жлобин.
Начиная свой поход, Булак-Балахович провёл торжественную церемонию установления народной национальной власти на занимаемой территории. 7 ноября в Турове на рыночной площади в центре местечка были выстроены белорусские части. На торжество приехало много крестьян из окрестных деревень, присутствовали делегации от православной и еврейской общин. Присутствовал также Б. Савинков. В церкви во время службы священники и прихожане молились за Белорусскую Народную Республику и успех её оружия. Генерал Булак-Балахович поднял белорусский национальный стяг и принял присягу, что «не сложит оружия, пока не освободит родной край от узурпаторов». Во время торжества генерал заявил о передаче власти Белорусскому Политическому Комитету. Торжество закончилось парадом белорусских подразделений.
9 ноября утром части НДА продолжили наступление и заняли в течение дня ряд деревень, продвигаясь по лесным дорогам севернее Припяти. 10 ноября они взяли Мозырь и окружили Калинковичи. За последний развязались ожесточённые бои, окончившиеся победой НДА. С 15-го числа антисоветские войска начали наступление на Речицу — Гомель. Часть сил продвигалась на юг, вглубь Полесья, ворвавшись на территорию современной Житомирской области Украины. 16—17 ноября силы сторон столкнулись у Речицы. В результате ожесточённых боёв балаховцы были разбиты. С этого момента Красная армия перешла в контрнаступление, тесня противника на запад. 29 ноября отряды НДА ушли на польскую территорию.
Одновременно с событиями в Полесье произошло антисоветское выступление на Слутчине. Накануне восстания здесь прошёл съезд, который выступил на стороне Наивысшей рады. Сторонники восстания отказывались принимать власть большевиков. Во главе мятежа находились противники Наивысшей рады — эсеры. 29 ноября в край вошли части Красной армии, которые 28 декабря окончательно установили контроль над регионом.

## Рижский мир и последствия
Советско-польские переговоры велись ещё с конца августа 1920 года. Советская Белоруссия на них и представлена не была, а робкую попытку председателя Белорусского ревкома А. Червякова принять участие в мирном процессе решительно пресёк А. Иоффе. Вопросы территориального раздела и самого существования Белоруссии обсуждались без Минска. Против участия в переговорах представителей Белоруссии высказался нарком иностранных дел РСФСР Г. Чичерин. Тем не менее, полномочия на ведение переговоров были затребованы от ССРБ и 10 сентября получены. 18 сентября председатель Военревкома ССРБ А. Червяков и секретарь ВРК П. Клишевский приехали в Ригу, но никакого официального статуса не имели. Червяков формально считался экспертом при советской делегации, но фактически лишь информировал руководство ССРБ о ходе переговоров. Как указано в одном из его писем, «я принимаю участие в заседаниях, но не исполняю никакой роли — ни полномочного представителя, ни консультанта». Червяков пытался как-то решить данную проблему, тем более, что появилась угроза раздела страны. Однако Иоффе ему указал: «мир заключает Россия с Польшей, а не Белоруссия». Правительство БНР тем временем направило в Париж ноту представителям государств Антанты, в которой утверждало, что Россия не имеет права выступать от имени Белоруссии, народ которой имеет свое законное правительство. Параллельно направлена нота к правительству Польши. В ней напоминалось об обещании Пилсудского обеспечить свободу белорусского народа.

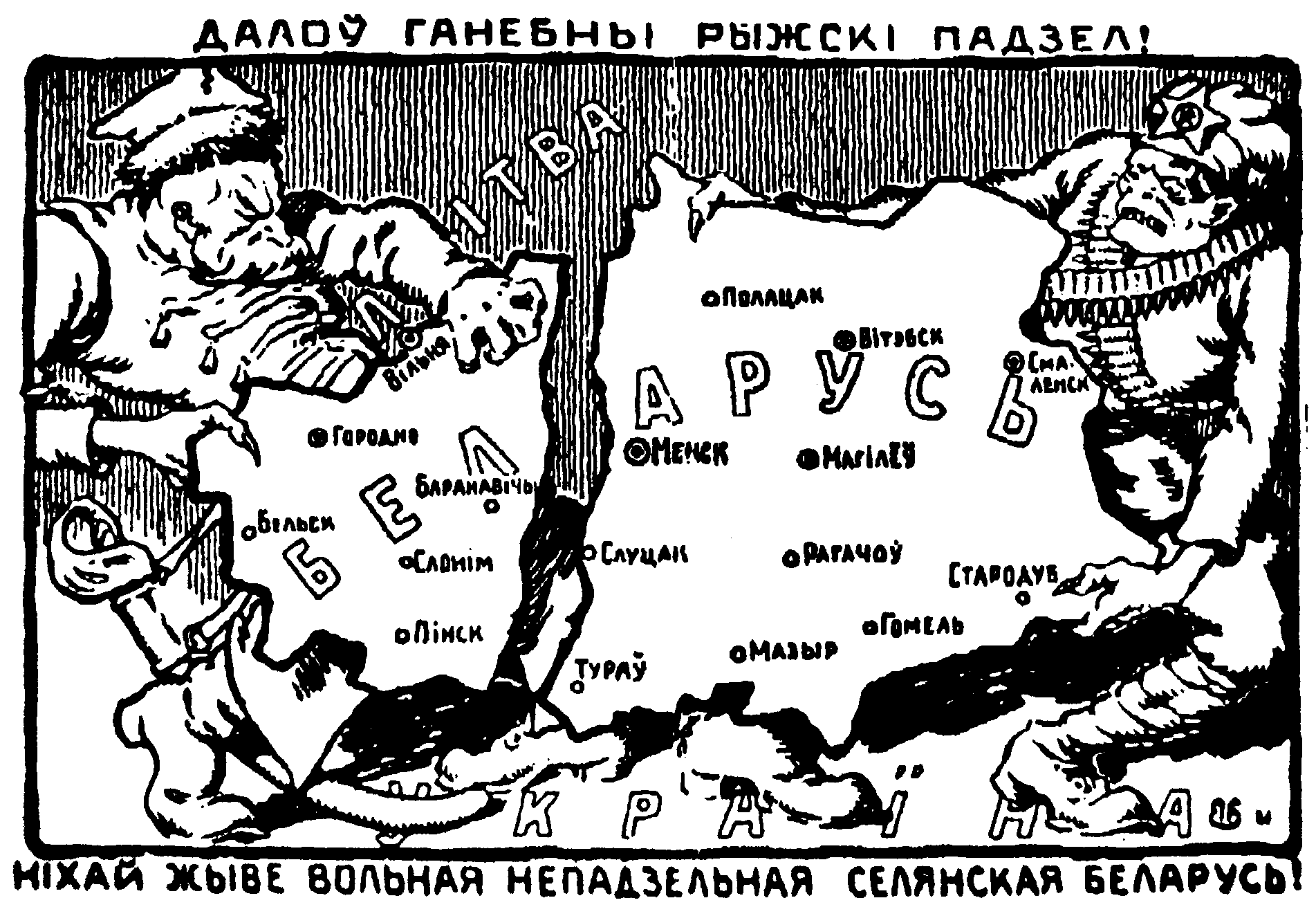
Карикатура на тему Рижского мира и раздела Белоруссии

В этих условиях 18 марта 1921 года был подписан мирный договор. Согласно документу, Западная Беларусь отходила к Польше, а на востоке ССРБ фиксировалось в пределах шести уездов Минской губернии, остальные территории оставались за Советской Россией. Партия белорусских эсеров протестовала против раздела страны по Рижскому мирному договору без участия представителей республики и готовила восстание в западных районах против поляков, а в восточных — против большевиков. Однако эту идею никто не поддержал. Более того, накануне подписания Рижского договора органами ОГПУ были арестованы члены ЦК партии белорусских эсеров и минской эсеровской организации, всего 800 человек. По требованию А. Червякова эсеров отпустили на свободу, и они оказались в Западной Беларуси. Вместе с Народной радой и правительством БНР они организовывали партизанские отряды, помогали им в борьбе против Польши. Ненормальность ситуации понимало и правительство Советской Белоруссии. В это время официальный Минск сконцентрировался на проблеме возвращения восточных территорий, что в конечном итоге привело к укрупнениям БССР 1924 и 1926 годов.
Кроме территориальных вопросов, в документе уделялось внимание культурным правам национальностей. Однако польским руководством они не соблюдались: постепенно сокращалось число белорусскоязычных школ, проводилась политика полонизации. Советское руководство развернуло на территории Западной Белоруссии повстанческую деятельность. «Красные» агенты переходили границу и организовывали вместе с местным населением вооружённую борьбу против польской власти. Данные мероприятия проводились в рамках так называемой «активной разведки». В 1925 году операции были свёрнуты.
В сентябре 1939 года, согласно Пакту Молотова — Риббентропа, нацистская Германия и СССР разделили польскую территорию. Западная и восточная части страны были воссоединены.